# WE are the RADIO
『WE are the RADIO』は、2019年10月3日から2020年9月24日に毎週木曜日の19時30分からエフエム北海道（AIR-G'）で放送されていた、ラジオ番組。